# Verbandsgemeinde Altenglan

Lage der Verbandsgemeinde im Landkreis Kusel

Die Verbandsgemeinde Altenglan war eine Gebietskörperschaft im Landkreis Kusel in Rheinland-Pfalz. Der Verbandsgemeinde gehörten 16 eigenständige Ortsgemeinden an, der Verwaltungssitz war in der namensgebenden Ortsgemeinde Altenglan.
Zum 1. Januar 2018 wurde die Verbandsgemeinde Altenglan aufgelöst, die zugehörenden Gemeinden wurden der neuen  Verbandsgemeinde Kusel-Altenglan zugeordnet.

## Verbandsangehörige Gemeinden
| Ortsgemeinde               | Fläche (km²) | Einwohner |
| -------------------------- | ------------ | --------- |
| Altenglan                  | 13,61        | 2.735     |
| Bedesbach                  | 4,42         | 791       |
| Bosenbach                  | 8,16         | 723       |
| Elzweiler                  | 2,09         | 103       |
| Erdesbach                  | 3,93         | 593       |
| Föckelberg                 | 3,97         | 371       |
| Horschbach                 | 7,05         | 259       |
| Neunkirchen am Potzberg    | 5,01         | 392       |
| Niederalben                | 8,81         | 285       |
| Niederstaufenbach          | 2,01         | 259       |
| Oberstaufenbach            | 2,68         | 249       |
| Rammelsbach                | 2,64         | 1.543     |
| Rathsweiler                | 4,23         | 158       |
| Rutsweiler am Glan         | 1,59         | 307       |
| Ulmet                      | 7,10         | 723       |
| Welchweiler                | 3,48         | 199       |
| Verbandsgemeinde Altenglan | 80,79        | 9.690     |

(Einwohner am 31. Dezember 2015)

## Bevölkerungsentwicklung
Die Entwicklung der Einwohnerzahl bezogen auf das Gebiet der Verbandsgemeinde Altenglan zum Zeitpunkt ihrer Auflösung; die Werte von 1871 bis 1987 beruhen auf Volkszählungen:
| Jahr | Einwohner |
| 1815 | 4.755     |
| 1835 | 6.780     |
| 1871 | 7.216     |
| 1905 | 9.647     |
| 1939 | 10.337    |
| 1950 | 10.929    |

| Jahr | Einwohner |
| 1961 | 11.769    |
| 1970 | 11.992    |
| 1987 | 10.837    |
| 1997 | 11.093    |
| 2005 | 10.678    |
| 2015 | 9.690     |

## Politik

### Verbandsgemeinderat
Der Verbandsgemeinderat Altenglan bestand aus 28 ehrenamtlichen Ratsmitgliedern, die bei der Kommunalwahl am 25. Mai 2014 in einer personalisierten Verhältniswahl gewählt wurden, und dem hauptamtlichen Bürgermeister als Vorsitzendem. Bis 2014 gehörten dem Verbandsgemeinderat 28 Ratsmitglieder an.
Die Sitzverteilung im Verbandsgemeinderat:
| Wahl | SPD | CDU | GRÜNE | LINKE | BL | Gesamt   |
| ---- | --- | --- | ----- | ----- | -- | -------- |
| 2014 | 11  | 5   | 1     | 2     | 5  | 24 Sitze |
| 2009 | 13  | 7   | 2     | 2     | 4  | 28 Sitze |
| 2004 | 13  | 9   | –     | –     | 6  | 28 Sitze |

- BL = Bürgerliste Verbandsgemeinde Altenglan e. V.

### Bürgermeister
Die Wahl 2014 gewann Roger Schmitt mit 61,9 Prozent.